# عبد الحميد المهاجر
الشيخ عبد الحميد المهاجر (1950-) هو رجل دين شيعي وخطيب حسيني عراقي بارز، ومؤلف لعدد من الكتب الإسلامية والتاريخية. وهو مؤسس «كلية الإمام الحسين للخطابة» في مدينة كربلاء. واسمه الحقيقي هو حميد كزار عبد الرضا عبد الواحد الشمرتي، ثُمَّ أضاف لاسمه لفظ العبودية، كما لَقَّبه المرجع محمد الحسيني الشيرازي بالمهاجر لكثرة سفره وتنقلاته ، ويجيد المهاجر الإنجليزية والفارسية إجادة تامة، بالإضافة إلى لغته الأم العربية.

## ولادته ونشأته
ولد المهاجر بمدينة الرميثة في محافظة المثنى في جنوب العراق في سنة 1950 ، واستكمل دراسته الثانوية في كربلاء، ثم التحق بالحوزة العلمية بكربلاء عام 1963. من أساتذته في العلوم الإسلامية عبد الزهراء الكعبي حيث تعلم منه الخطابة، وحسن الشيرازي، وشقيقه مجتبى الشيرازي، وجعفر الرشتي، ومحمد علي الطباطبائي ومحمد حسن الشخص، وقد قطع مراحل المقدمات والسطوح حتى وصل إلى مرحلة البحث الخارج وهي مرحلة متقدمة في الدراسات الدينية ووصل إلى درجة الاجتهاد.
بالإضافة لمواصلة دراسة، كان المهاجر يتولى التدريس الديني في كربلاء بمدارس تحفيظ القرآن، كما كانت له حلقة من الطلاب يلقي عليهم بعض الدروس العربية والإسلامية كالشرائع والمنطق والنحو وغيرها.

## ظهوره في الإعلام
ظهر المهاجر على تلفزيون الكويت محاضراً ليلة عاشوراء من كل عام من سنة 1991 ولغاية 1995. وسجل له التلفزيون السوري حلقات لشهر رمضان تحت عنوان «من وحي التنزيل» واستمر قرابة ثلاث سنوات في صباح كل يوم جمعة. ثم استمر في غير شهر رمضان أيضاً. وألقى محاضرات ثقافية عبر التلفزيون اللبناني والإيراني بمناسبات مختلفة، وفي شهر رمضان لعام 1988 ظهر على شاشة التلفزيون النيجيري، وسجلت معه عدة مقابلات في تلفزيون زائير.
كما ظهر محاضراً في التلفزيون الأمريكي في ولاية ميتشيغان ومدينة لوس أنجلوس. وفي نفس السياق حاضر على طلاب جامعة لوممباشي. وله محاضرات متعددة في الجامعات والكليات المختلفة منها جامعة الكويت وجامعة بيروت العربية وجامعة لوممباشي في زائير، وجامعة البني في نيويورك كما له عدة مقابلات وأحاديث في الصحف والمجلات كالمواقف البحرينية، ولقاء مع مجلة البلاد اللبنانية سنة 1995م. وكذلك في مجلة البحار التي تصدر في لبنان للمغتربين اللبنانيين في أفريقيا والعالم.
ونشرت له عدة مقالات في أمهات الصحف والمجلات العربية مثل القبس الكويتية والوطن الكويتية أيضاً ومجلة الشراع ومجلة العالم الإسلامي وغيرها.
لا تزال تُبَث العديد من محاضرات المهاجر في القنوات الشيعية كالأنوار، والزهراء، والمهدي، وفدك.

## كلية الإمام الحسين للخطابة
عاش المهاجر سنيناً طويلة خارج العراق في الفترة التي حكم فيها حزب البعث العربي الاشتراكي، وعاد إلى العراق بعد سقوط النظام وأسس كلية الإمام الحسين للخطابة - تُعرف كذلك باسم كلية الإمام الحسين الجامعة - في حي الحسين بمدينة كربلاء، وتخصص هذه الكلية الرئيسي هو تدريس الخطابة الحسينية وتخريج خطباء منها.

## مؤلفاته

### المطبوعة
- اعلموا أني فاطمة. هي موسوعة متنوعة تتحدث عن فاطمة الزهراء، وتقع في سبعة مجلدات.
- الأيديولوجية الإسلامية. عبارة عن محاضرات كُتبت خصيصاً لشهر رمضان.
- المنبر الحر. يقع في أربع مجلدات وهو محاضرات أيضاً.
- الإمام علي حياته وفكره.
- أهل البيت أسماء لا تنسى.
- حجر بن عدي.
- العباس قمر العشيرة.
- يقظة الوعي.
- من وحي المنبر.
- علي وفاطمة بحران يلتقيان.
- في ظهور الإمام المهدي.
- لمحات من حياة الإمام علي.
- القضاء والقدر محاولة لفهم عصري.
- يوميات سجين.

### المخطوطة
للمهاجر عدد من الكتب المخطوطة التي لم تُطبع بعد، وهي:
- الشيخ المفيد بعد ألف سنة.
- زيد بن علي جهاد وثورة.
- سلسلة من حياة أهل البيت.
- نظرة في الاقتصاد الإسلامي.
- نظرة في علم النفس وعلم الاجتماع.
- كتاب في الحسين.

## وصلات خارجية
- الموقع الرسمي لعبد الحميد المهاجر